# Metoda hipotetyczno-dedukcyjna
Metoda hipotetyczno-dedukcyjna jest to metoda, która polega na stwarzaniu nowej teorii – hipotezy. Później dedukuje się jej konsekwencje, które można sprawdzić przez doświadczenie. Metoda ta jest oparta na rozumowaniu dedukcyjnym i jest niezawodna. Jeśli doświadczenie nie potwierdza teorii, należy ją odrzucić. Punktem wyjścia są pewne prawa i ogólne zasady. Ich analiza umożliwia przewidywanie nowych zdarzeń i faktów, pozwala stworzyć nową teorię. Teoria ta po doświadczeniu weryfikacji okazuje się być prawdziwa lub nie.